# 이고르 수벨디아
이고르 수벨디아 엘로르사(스페인어: Igor Zubeldia Elorza, 1997년 3월 30일, 바스크 지방 아스코이티아 ~)는 스페인의 프로 축구 선수로, 현재 레알 소시에다드에서 수비형 미드필더로 활약하고 있다.

## 수상
수벨디아는 바스크 지방 기푸스코아 주 아스코이티아 출신으로, 2008년에 11세의 나이로 레알 소시에다드의 유소년부에 합류하였다. 2015년 6월 6일, 그는 세군다 디비시온 B에 소속된 2군 선수단으로 승격되었다.
수벨디아는 2015년 8월 29일에 0-1로 진 에브로와의 원정 경기에서 후반전 교체로 출전하면서 성인 무대 신고식을 치렀다. 이듬해 2월 25일, 그는 2021년까지 산세와 재계약하였다.
2016년 5월 13일, 수벨디아는 유소년부 동기인 루벤 파르도와 함께 1-0으로 이긴 발렌시아와의 원정 경기에서 막판에 교체되어 들어가 1군이자 라 리가 첫 경기에 출전하였다. 2017-18 시즌을 앞두고, 그는 1군 선수로 정식 승격되었다.
2017년 12월 20일, 수벨디아는 경기 출전 30분 만에 스페인 1부 리그 1호골을 기록하였고, 안방에서 76분 만에 선제골을 넣었지만, 세비야에 1-3으로 패하였다. 이듬해 6월 29일, 그는 2024년까지 계약을 연장하였다.
스페인 U-21
- UEFA U-21 축구 선수권 대회: 2019[7]